# Stadtmuseum Gera

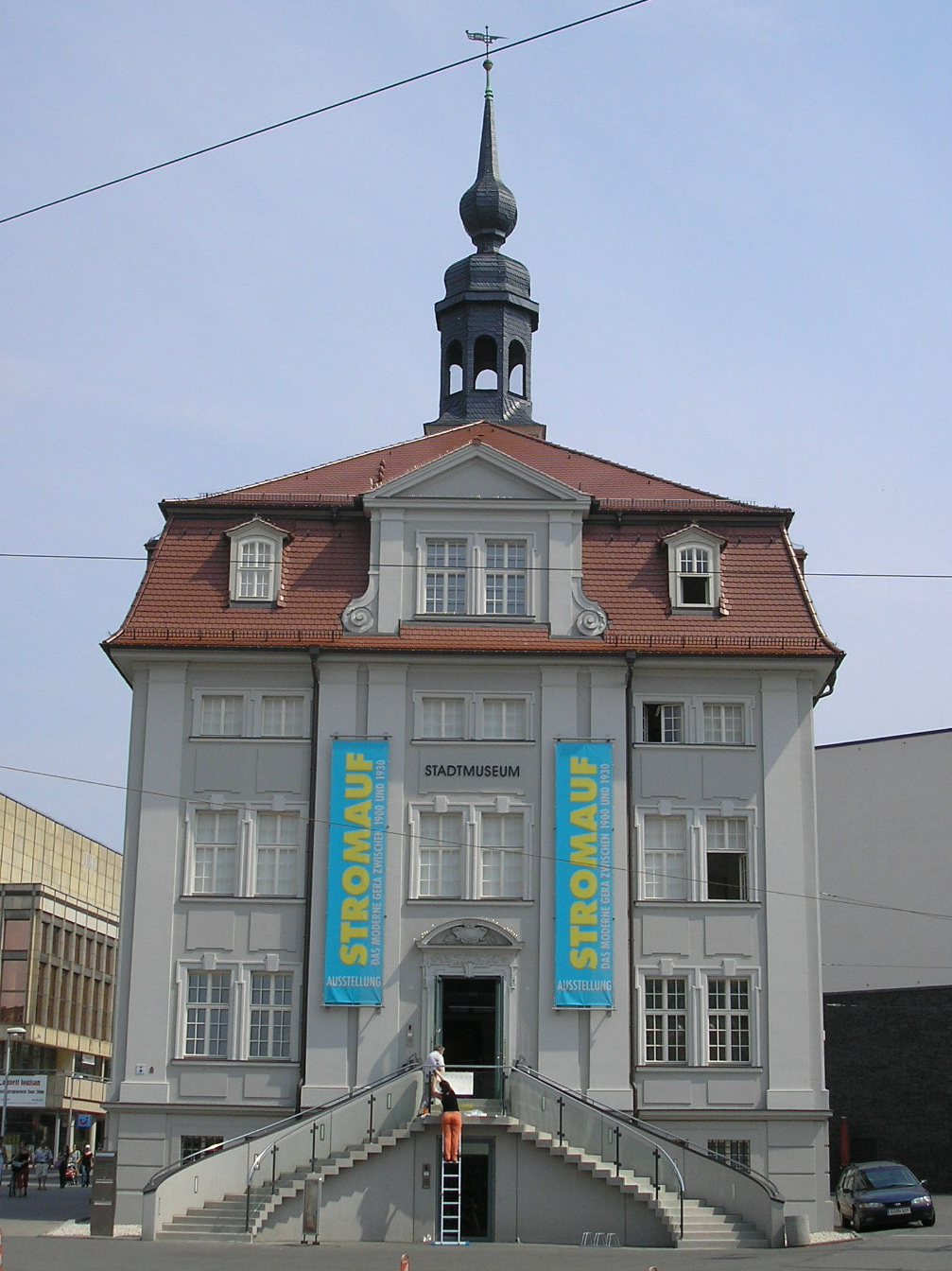
Das Stadtmuseum nach der Wiedereröffnung

Das Stadtmuseum ist eines von vier städtischen Museen der Stadt Gera. Es beschäftigt sich mit der Geschichte der Stadt. Es befindet sich am Museumsplatz 1, im Gebäude des ehemaligen Zucht- und Waisenhauses – mitten im Zentrum der Stadt.

## Geschichte

### Vorgeschichte des Gebäudes
Das Zucht- und Waisenhaus wurde in den Jahren 1724 bis 1738 an der Stelle des erstmals 1445 erwähnten und 1639 abgebrannten Marienhospitals erbaut, unmittelbar vor der damaligen Stadtmauer. Im Kellergeschoss befanden sich Gefängniszellen, die übrigen Stockwerke dienten als Aufenthaltsräume für die im Haus beherbergten Waisenkinder und Geisteskranken.
1824 wurde das Waisenhaus geschlossen, die Waisenkinder wurden nun in Bürgerfamilien untergebracht. Jedoch diente das Haus noch bis 1886 als Gefängnis und Arbeitshaus, anschließend wurden darin einzelne Wohnungen vermietet.

### Gründung des Stadtmuseums

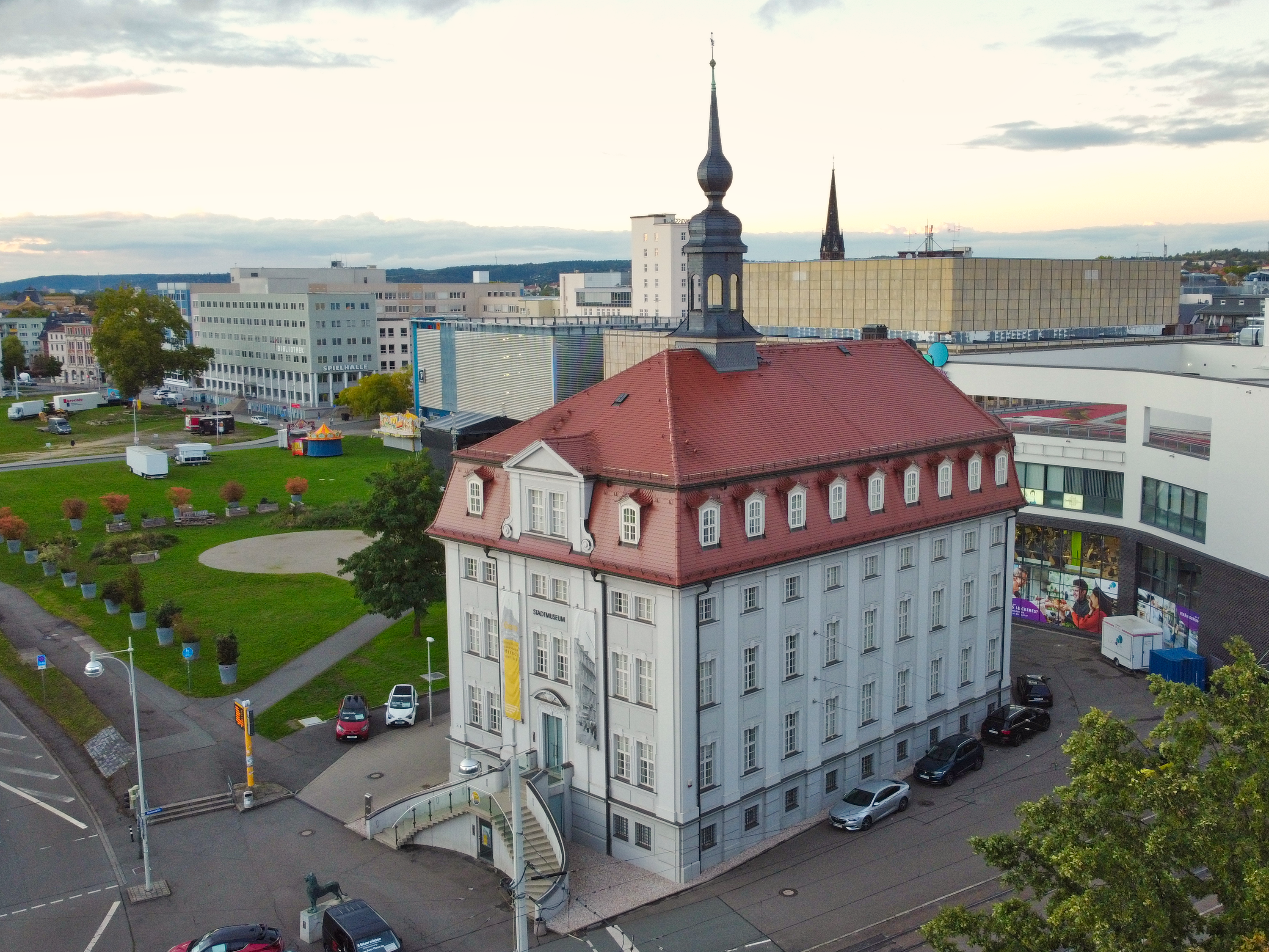
Luftaufnahme, 2022

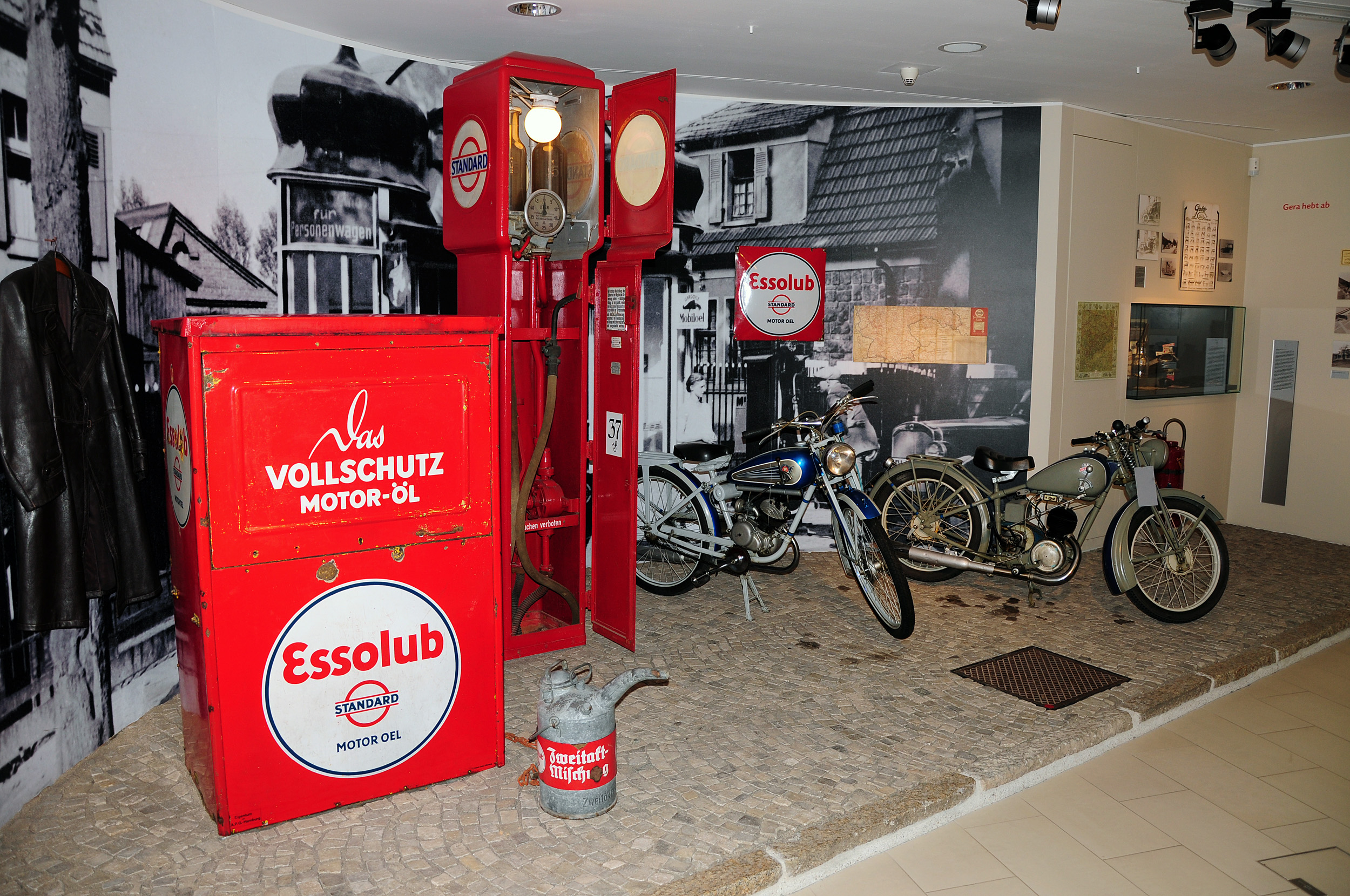
Blick in die Ausstellung (2009)

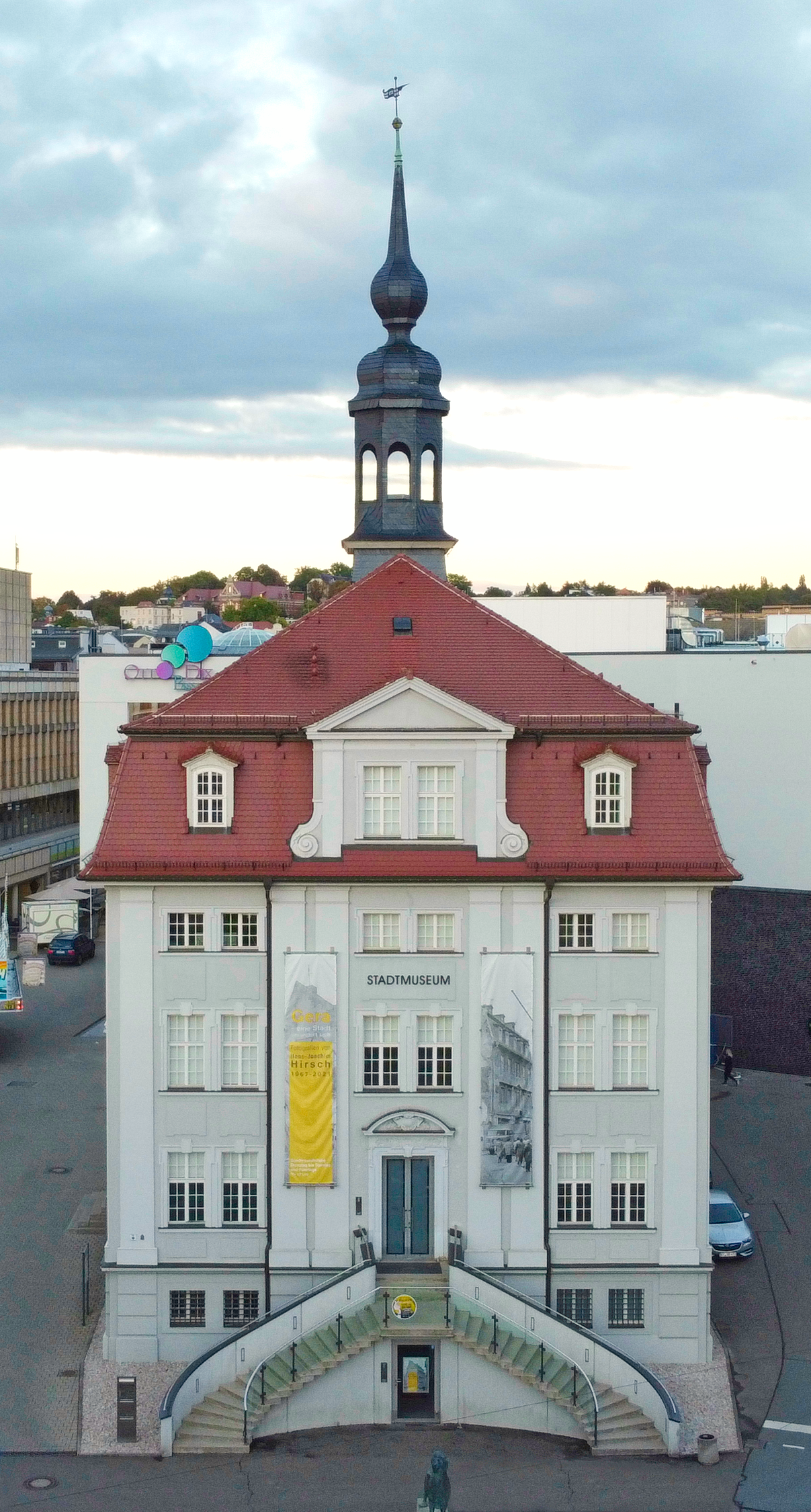
Frontansicht, 2022

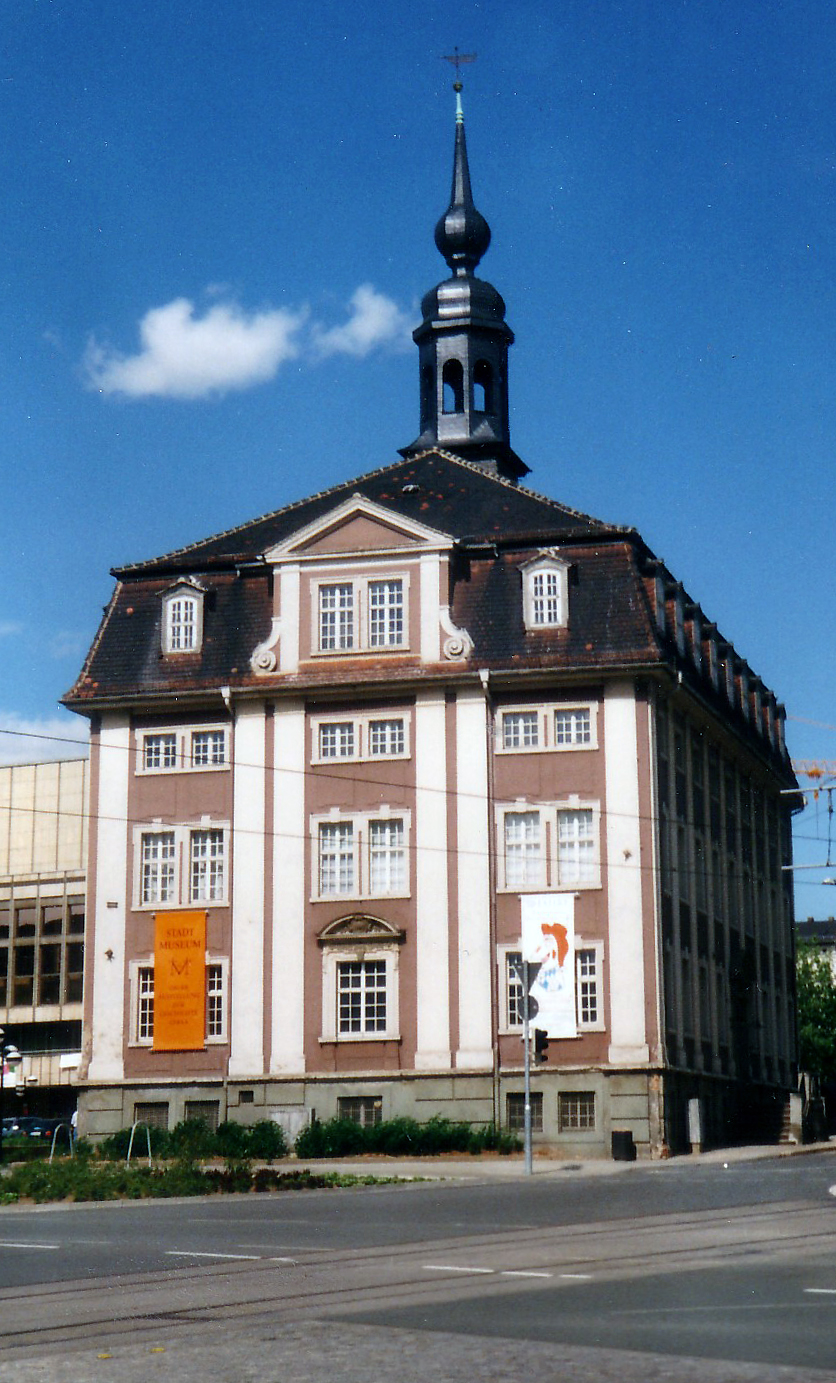
Stadtmuseum vor dem Umbau (1999)

Die Geraer Bürgerschaft hatte sich auf Initiative von Johann Christian Seydel, einem vermögenden Bürger der Stadt (Seydelsche-Färberei), im Jahr 1878 zur Gründung des Stadtmuseums entschlossen. Die Sammlungen wurden schrittweise aufgebaut und in den Abteilungen Naturkunde und Kulturgeschichte angelegt. Am 12. April 1914 wurde das Gebäude in der Heinrichstraße eröffnet, die Sammlung konnten nun in übersichtlicher und zeitgemäßer Form präsentiert werden. Zu diesem Zweck erfuhr das Haus im Inneren eine umfangreiche Umgestaltung, bei dem die kleinen und engen Räume des Hauses durch großzügige Ausstellungsräume ersetzt wurden.

### Zeit des Nationalsozialismus
1937 wurde im Rahmen der deutschlandweiten konzertierten Aktion „Entartete Kunst“ 36 Tafelbilder und Zeichnungen von Otto Dix, Erich Drechsler, Kurt Günther, Alexander Wolfgang, Fritz Zalisz sowie der nicht identifizierten Maler Jähnert und Wedekind aus dem Bestand des Städtischen Museums Gera beschlagnahmt.

### Nachkriegszeit
Beim schwersten Bombenangriff auf Gera am 6. April 1945 brannte das Gebäude völlig aus. Angesichts der Wohnungsnot in der Stadt und der langwierigen Neubauphase war mit einer raschen Wiedereröffnung nicht zu rechnen. Ab 1947 wurde von der Stadt das Schreibersche Haus am Nicolaiberg 3 provisorisch zum Museum vorgesehen, dies auch wegen der Bedeutung für die Schulbildung. Nach entsprechenden Umbauten konnte 1950 eine kleine Ausstellung zur Stadtgeschichte und im Zeitraum 1951 bis 1956 schrittweise das Museum für Naturkunde im Schreiberschen Haus eröffnet werden. In späterer Zeit wurde der nur drei Gehminuten entfernte Botanische Garten Gera mit einer Fläche von 0,7 Hektar in das Museum einbezogen.
Die Wiedereröffnung des Stadtmuseums konnte 1956 erfolgen, somit kehrte die Kunst- und Kulturgeschichtliche Sammlung in ihr angestammtes Gebäude zurück. Das Stadtmuseum vermittelt einen geschlossenen Überblick über die Stadtgeschichte von der Ur- und Frühgeschichte (Ostthüringens), über die Stadtentstehung und Entwicklung Geras als Residenzstadt der Reußen. Wirtschaftsgeschichtliche Schwerpunkte bilden die Geraer Textil-Manufakturen, ihre Fortentwicklung zu modernen Industrie- und Gewerbebetrieben.

### Jüngste Entwicklungen
Zeitgleich mit dem Bau des benachbarten Einkaufszentrums Elster-Forum begann in den Jahren 2002 bis 2004 eine umfassende Sanierung des Museums, das schließlich am 20. Mai 2005 feierlich wiedereröffnet wurde. Unter anderem wurde der Eingang wieder von der Südseite an die Vorderfront des Museums verlegt, wo er sich bis Anfang des 20. Jahrhunderts befunden hatte. Das Ausstellungskonzept wurde ebenfalls modernisiert und umfasst nun erstmals auch die Geschichte nach 1945. Die Dauer- und Themenausstellung „Romantisches Gera“ bietet auf rund 1000 m² in vier Etagen eine Zeitreise durch die Geraer Geschichte von der ersten Besiedlung bis ins 21. Jahrhundert. Ergänzend werden jährlich zwei bis drei Sonderausstellungen sowie ein breit gefächertes museumspädagogisches Programm angeboten.
Die Besucherzahl betrug 16.376 im Jahr 2006, 10.781 im Jahr 2007 und 13.229 im Jahr 2008. Im Jahr 2017 zählte das Museum nur mehr 7.888 Besucher und 2021 – unter dem Eindruck der COVID-19-Pandemie – halbierte sich die Zahl auf 3.920 Besucher.

### Besonderheiten
Vom Stadtmuseum werden auch die in der Geraer Altstadt vorhandenen Geraer Höhler (unterirdischen Lagerräume) betreut.